# Santa Margherita Ligure
Santa Margherita Ligure es una localidad conocida como "La Perla del Tigullio" ubicada sobre el Golfo del Tigullio en el Mar de Liguria de la provincia de Génova, Italia.
Con 10.124 habitantes es un importante centro turístico de la Riviera Ligure di Levante.
Se halla en la ladera occidental del promontorio de Portofino a 32 kilómetros de Génova.

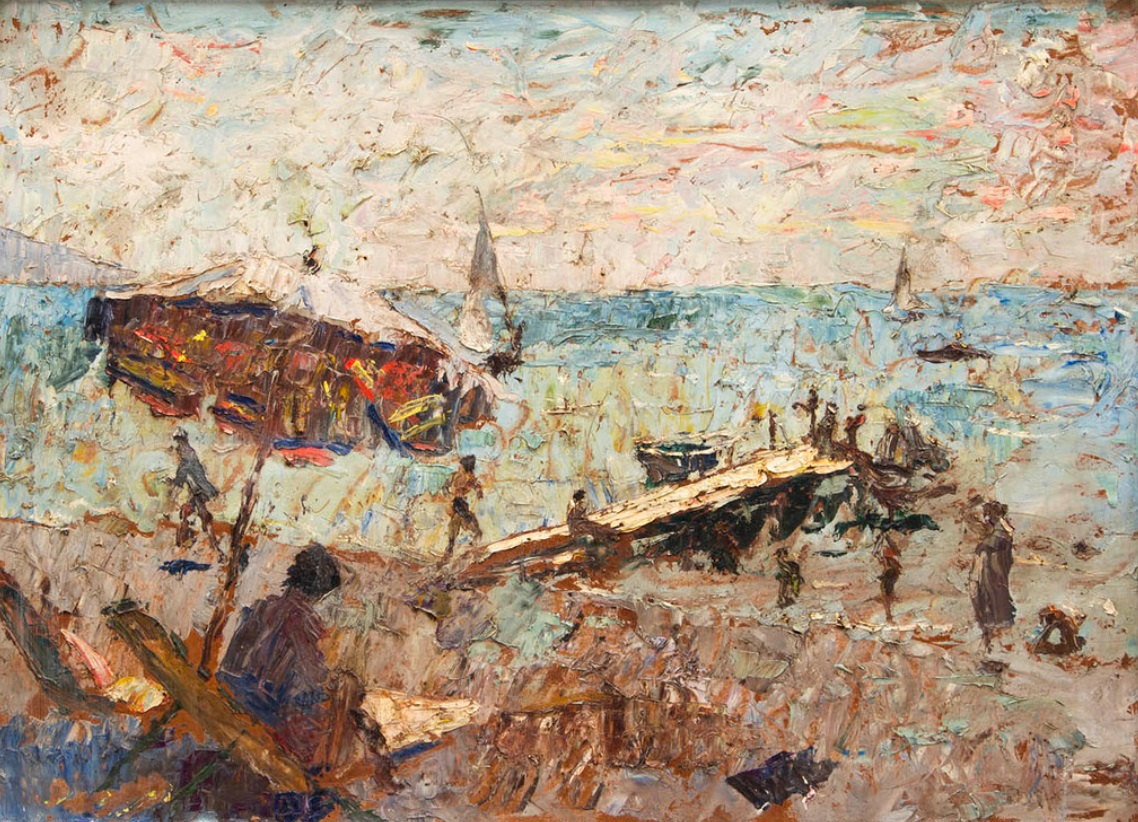
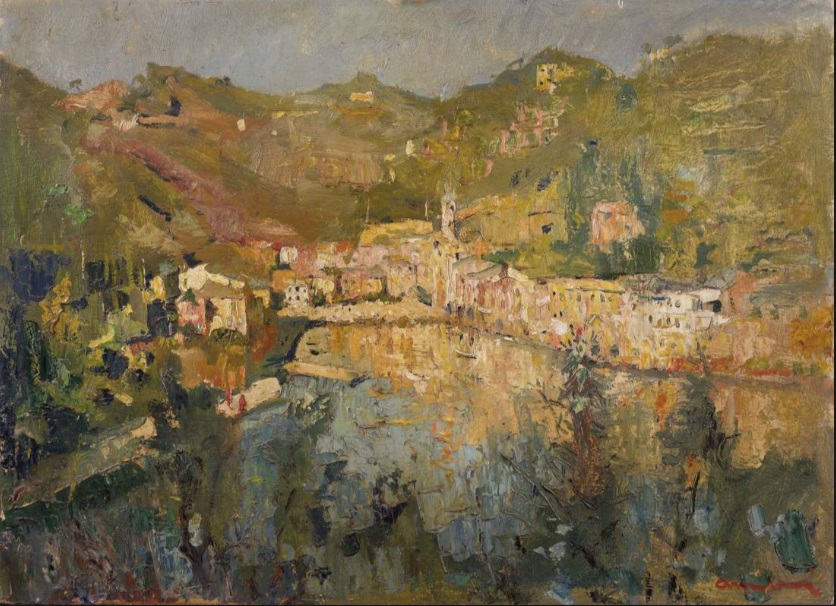
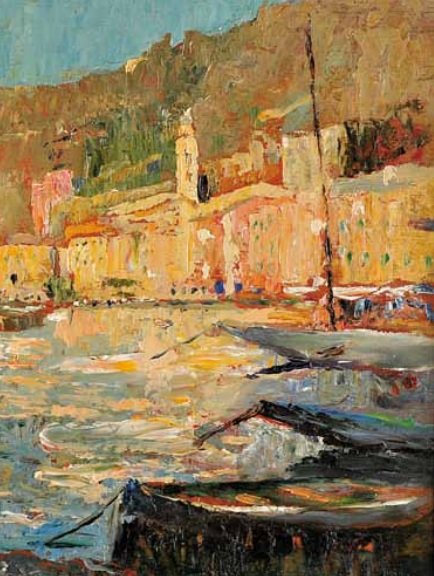
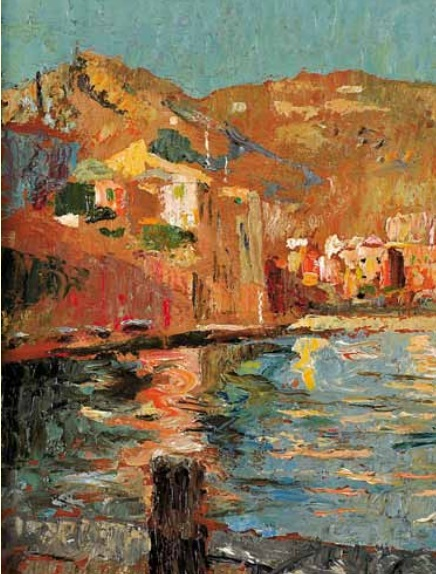
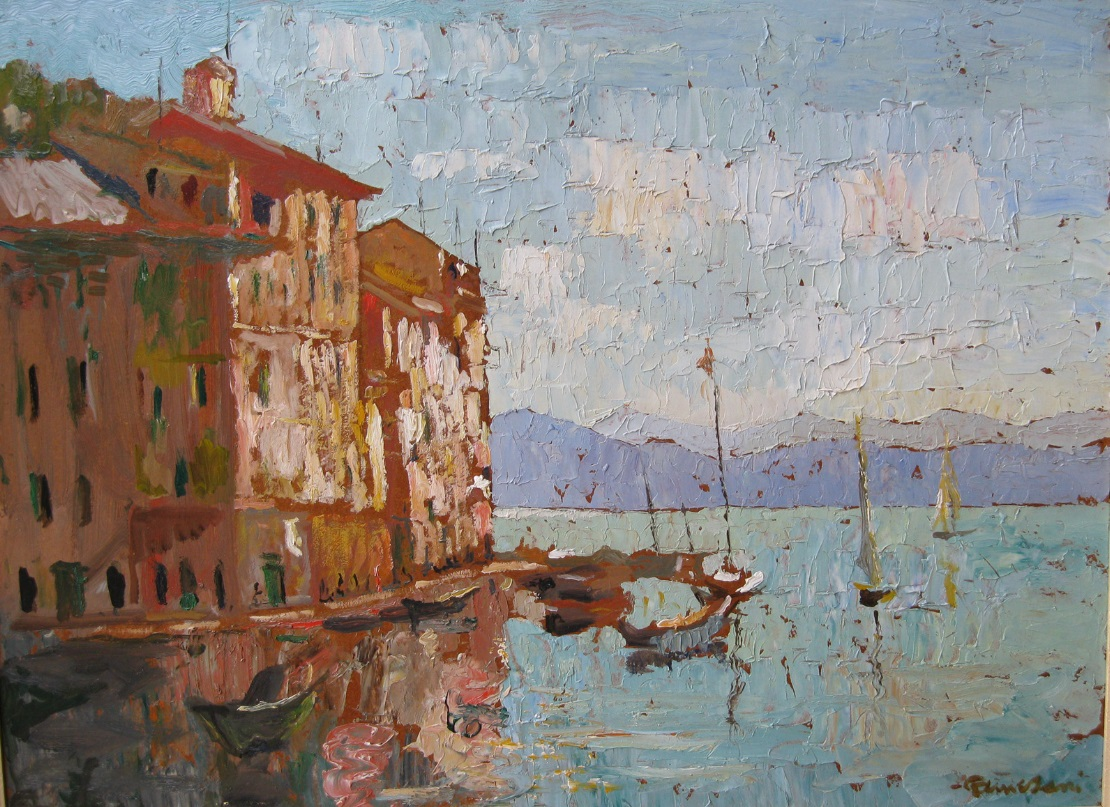
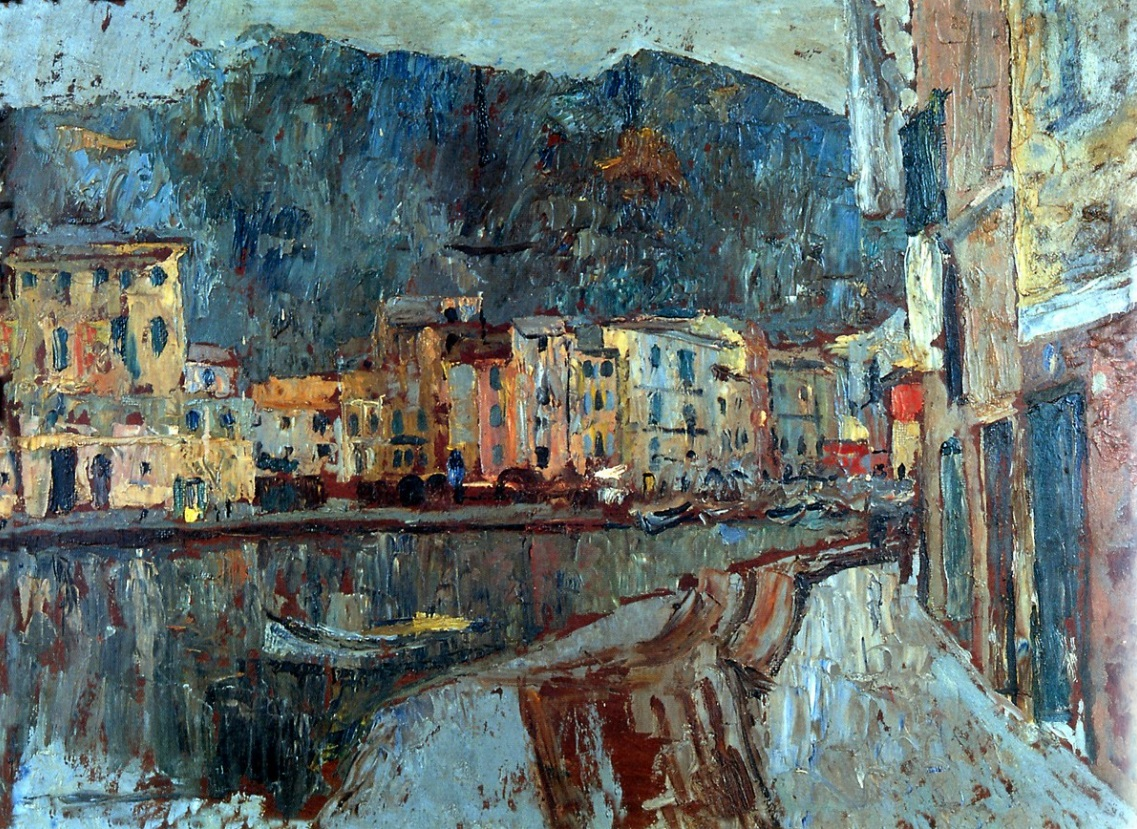
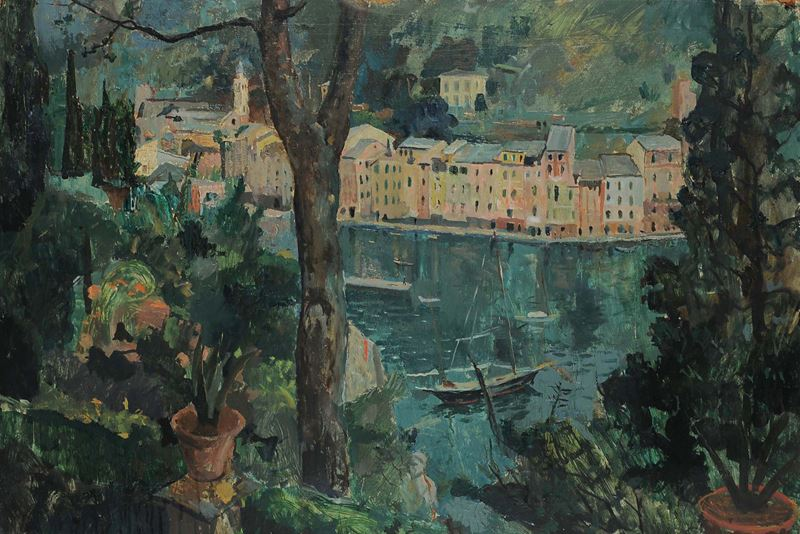
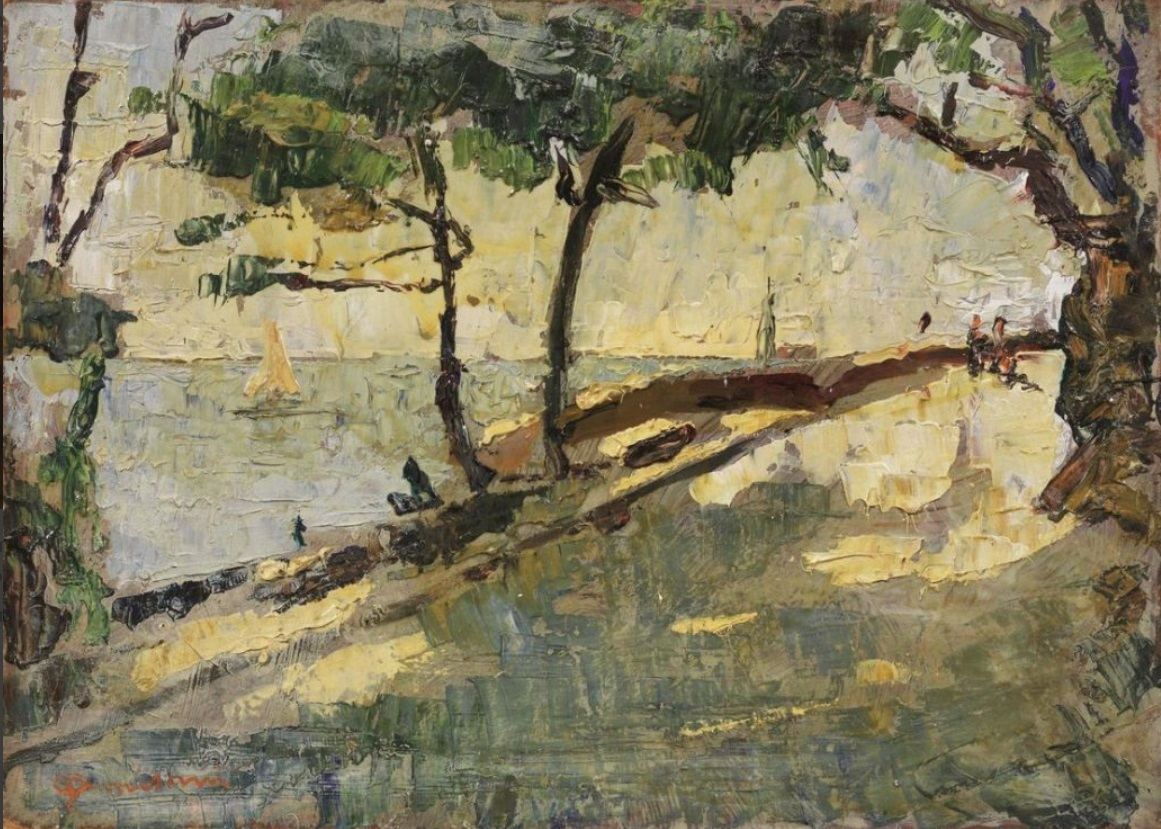
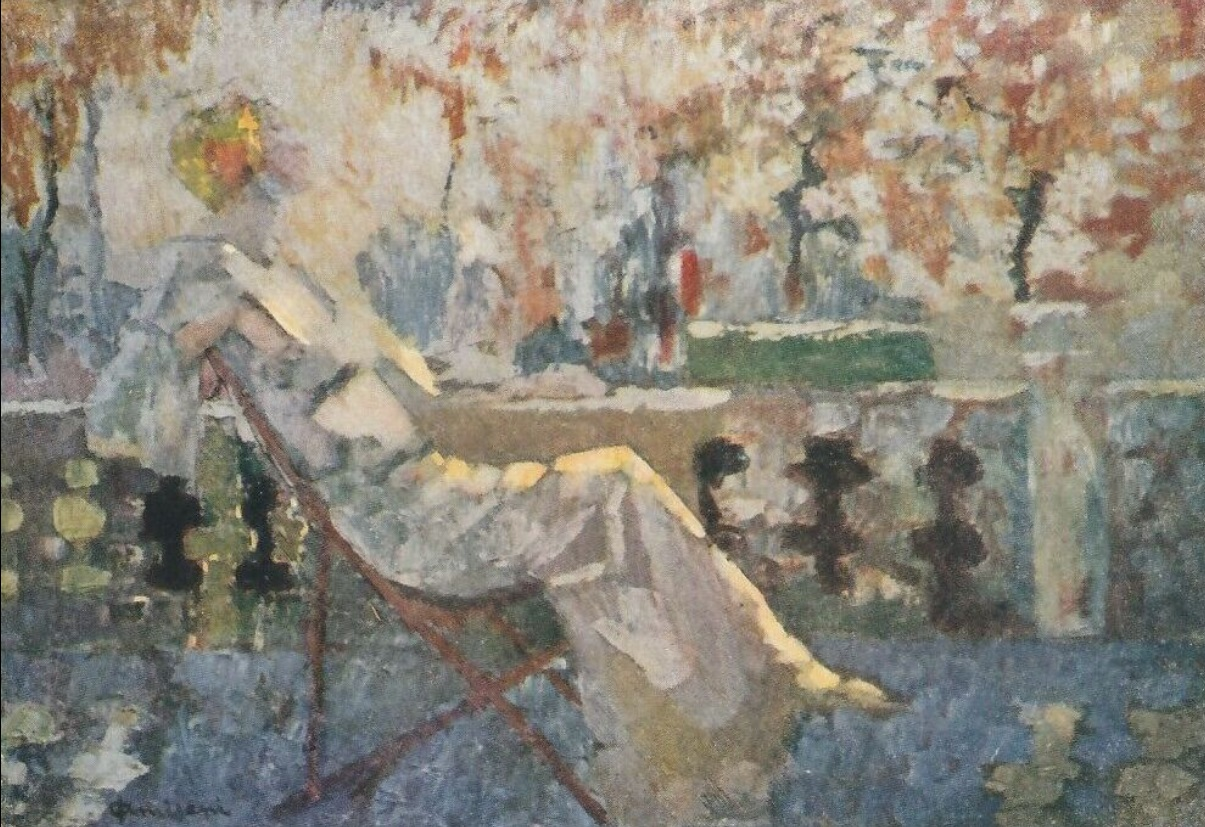

## Galería

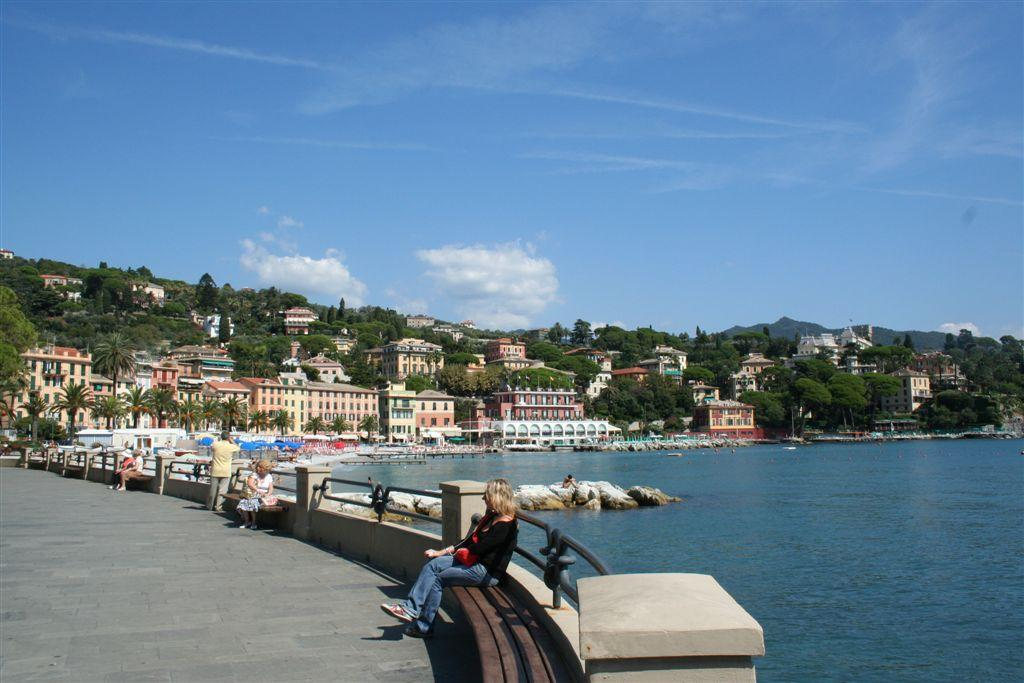
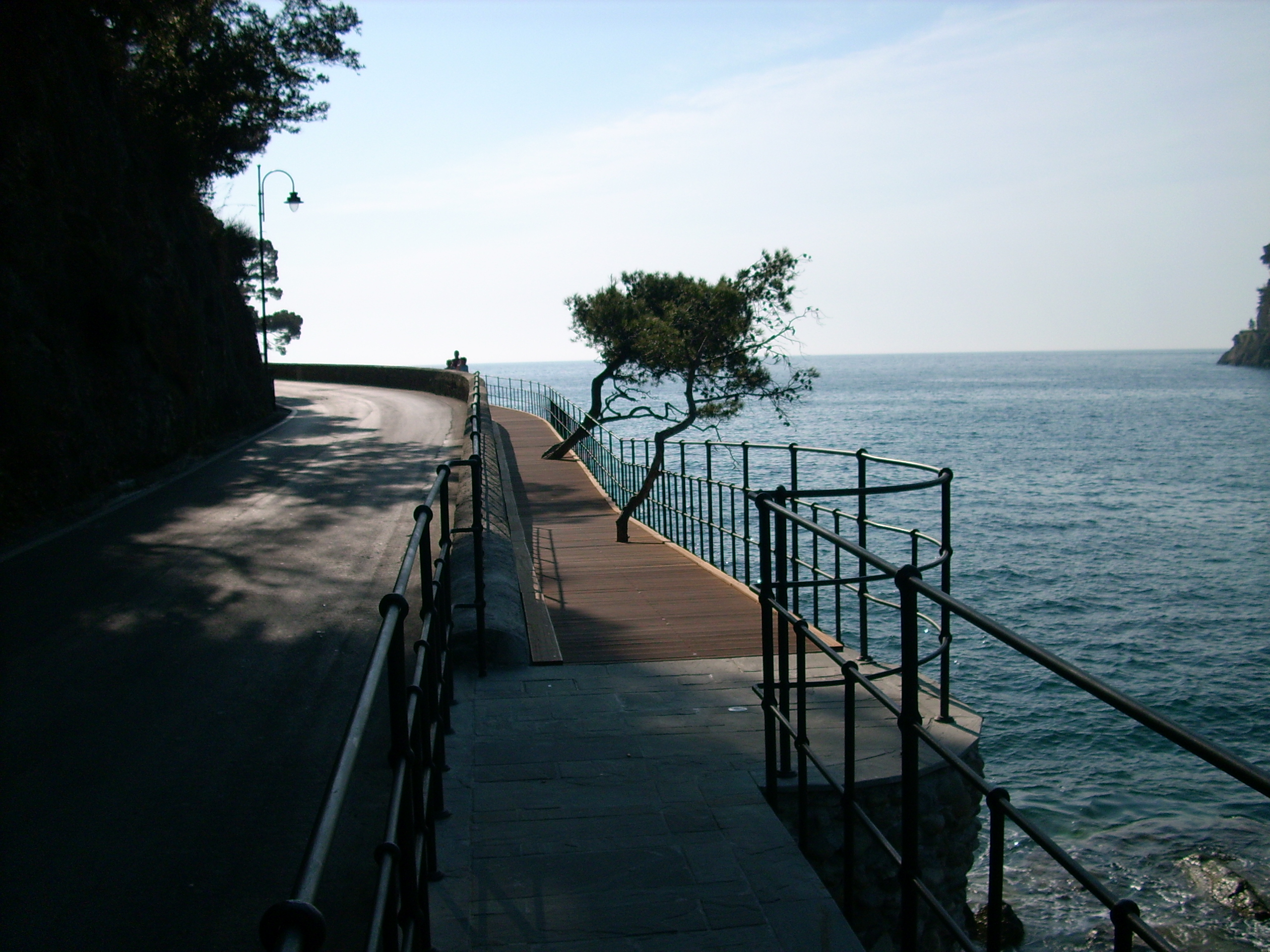
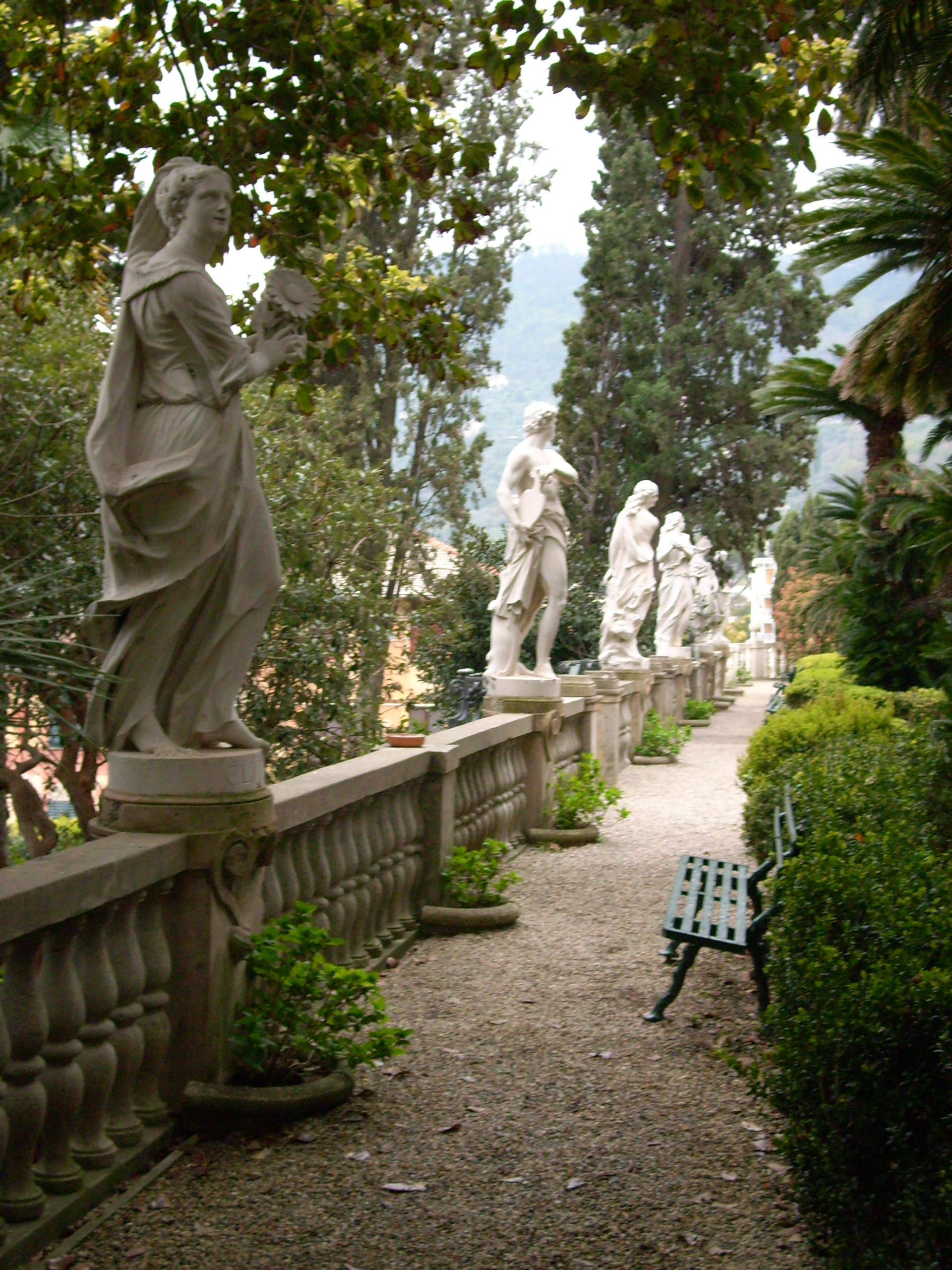
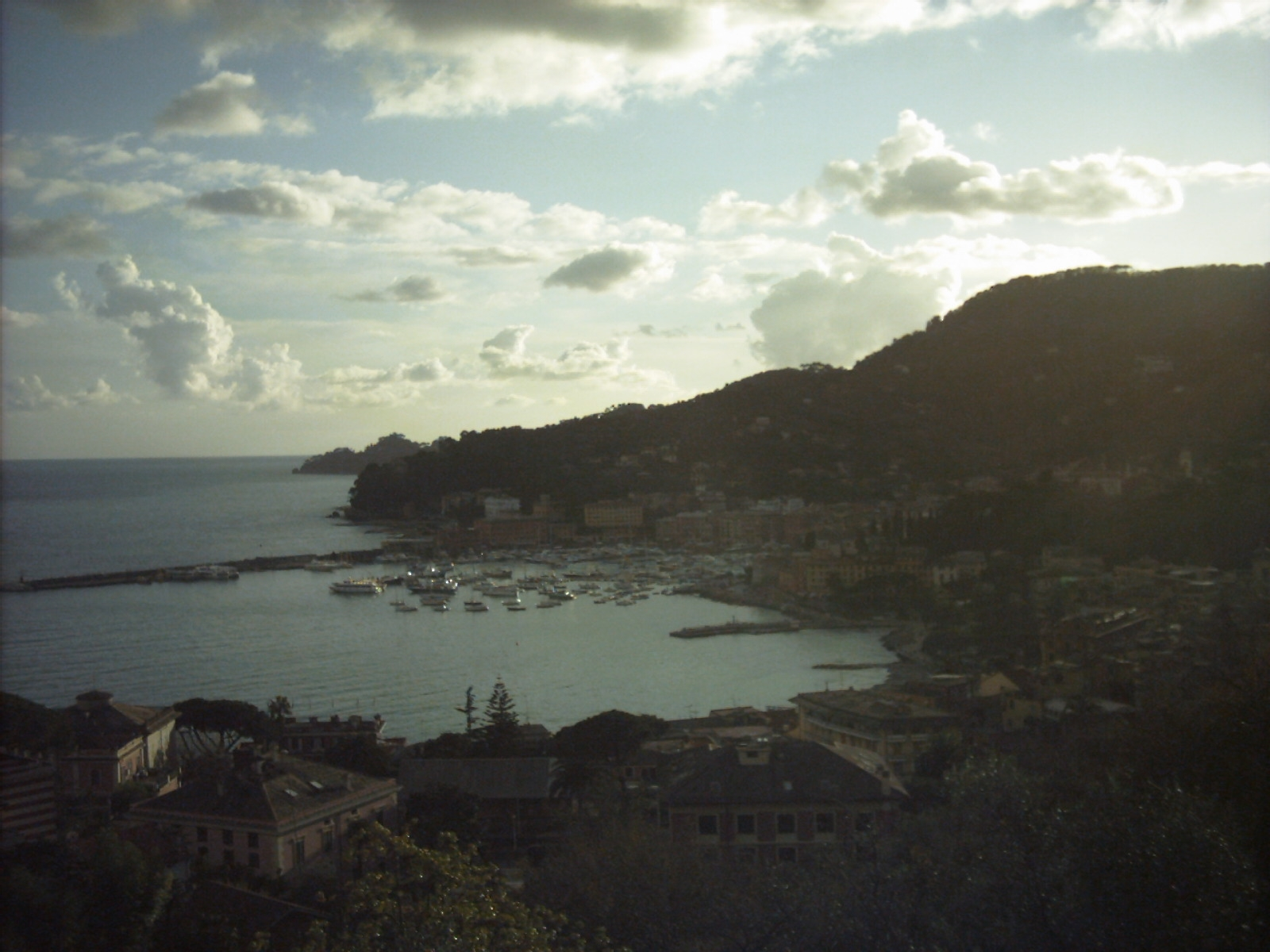

## Evolución demográfica
| Gráfica de evolución demográfica de Santa Margherita Ligure entre 1861 y 2001 |
|                                                                               |
| Fuente ISTAT - elaboración gráfica de Wikipedia                               |